# Павлов Георгій Олександрович
Георгій Олександрович Павлов (1994—2024) — старший солдат Збройних сил України, учасник російсько-української війни. Герой України (2025, посмертно).

## Життєпис
Народився 29 травня 1994 року в місті Кривий Ріг Дніпропетровської області. Закінчив 9 класів гімназії № 24, потім навчався у Криворізькому авіаційно-технічному коледжі. Працював на Криворізькому водоканалі.
Пройшов строкову військову службу, після її закінчення продовжив службу вже за контрактом.
У 2017—2022 роках брав участь у війні на сході України.
З перших днів повномасштабного вторгнення обороняв місто Чернігів.
У 2023 році брав участь у боях на Донеччині.
У лютому 2024 року під час боїв на позиції «Зеніт» в Авдіївці Георгій Павлов отримав поранення. У цей час розпочався відступ воїнів 110 ОМБр з позиції «Зеніт». Старший солдат Георгій Павлов залишався на позиції разом із Андрієм Дубницьким, Іваном Житником, Олександром Зінчуком, Миколою Савосіком та ще одним військовослужбовцем. Серед них четверо мали поранення, усі були контужені. В умовах постійних обстрілів евакуювати поренених було неможливо. За даними командування 110 ОМБр, з противником через посередників було домовлено щодо евакуації росіянами поранених українських військовиків, надання їм допомоги, а в подальшому — обміну. 15 лютого російські війська захопили позицію. Поранених українських військовослужбовців росіяни стратили, що зафіксовано на відео.

## Нагороди
- Звання Герой України з удостоєнням ордена «Золота Зірка» (21 лютого 2025, посмертно) — за особисту мужність і героїзм, виявлені у захисті державного суверенітету та територіальної цілісності України, самовіддане служіння Українському народові[2].
- Козацький хрест 3 ступеня (2020)
- Відзнака Президента України «За оборону України».
- Почесна відзнака командира військової частини А4007 «За оборону Авдіївки» № 837 16 листопада 2023.

## Вшанування
На фасаді ліцею № 24 міста Кривий Ріг встановлено меморіальну дошку.